# Лілієч (Яломіца)
Лілієч (рум. Lilieci) — село у повіті Яломіца в Румунії. Входить до складу комуни Сінешть.
Село розташоване на відстані 25 км на північний схід від Бухареста, 78 км на захід від Слобозії, 136 км на південний схід від Брашова.

## Населення
За даними перепису населення 2002 року у селі проживали 700 осіб.
Національний склад населення села:
| Національність | Кількість осіб | Відсоток |
| -------------- | -------------- | -------- |
| румуни         | 674            | 96,3%    |
| цигани         | 24             | 3,4%     |

Рідною мовою назвали:
| Мова      | Кількість осіб | Відсоток |
| --------- | -------------- | -------- |
| румунська | 674            | 96,3%    |
| циганська | 24             | 3,4%     |